# Pompeo e Carlotta
Pompeo e Carlotta erano due pupazzi animati raffiguranti una coppia di paperi (Pompeo era azzurro con maglietta a righe biancogialle, Carlotta era rosa con le piume superiori del capo legate da un nastrino verde e indossava una maglietta a righe biancoverdi), che fungevano da mascotte per il programma televisivo Fantastico, nell’edizione andata in onda su Raiuno tra il 1985 ed il 1986. La voce di Pompeo era di Franco Latini, quella di Carlotta apparteneva a Cristiana Lionello.
La sigla della trasmissione interpretata dai due doppiatori, intitolata Sole papà, è stata incisa su 45 giri con etichetta Cinevox, in abbinamento ad Allelù-lelù-leluja.
Dei due pupazzi circolavano alcune copie in commercio come giocattoli (alcune di stoffa e altre di plastica, le originali erano prodotte dalla Veca), di svariate dimensioni, oltre a magliette con impressi i loro ritratti e costumini per Carnevale.